# Роберт Флойд
Роберт (Боб) Флойд (англ. Robert W. (Bob) Floyd; 8 червня 1936 — 25 вересня 2001) — видатний американський науковець в галузі інформатики. Найбільш відомий своїми дослідженнями у галузях формальної верифікації та семантики мов програмування, за які він був нагороджений премією Тюрінга.

## Біографія
Був надзвичайно обдарованою дитиною, закінчив шкільні навчання в 14 років та 1953 року здобув ступінь бакалавра в Чиказькому університеті коли йому було лише 17 років. У 1958 році здобув другу ступінь бакалавра в галузі фізики.

## Публікації
- Floyd, Robert W (1967). Assigning meanings to programs (PDF). Mathematical aspects of computer science. 19 (1): 19—32.[недоступне посилання з жовтня 2019] (англ.)
- Floyd, Robert W (Dec. 1964). Algorithm 245: Treesort. Communications of the ACM. ACM. 7 (12): 701. doi:10.1145/355588.365103. (англ.)
- Floyd, Robert W (Oct 1967). Nondeterministic algorithms. Journal of the ACM. ACM. 14 (4): 636--644. doi:10.1145/321420.321422. (англ.)
- Floyd, Robert W (June 1962). Algorithm 97: shortest path. Communications of the ACM. ACM. 5 (6): 345. doi:10.1145/367766.368168. (англ.)